# Мерцарио (шасси Формулы-1)
Команда Мерцарио (Merzario) на протяжении своей короткой истории использовала множество наименований своих болидов. На самом деле, команда построила всего три различных шасси, многократно их переделывая. За два года и 31 Гран-при выступлений на болидах собственного производства пилоты команды только 9 раз смогли выйти на старт гонки, в остальных случаях выступления заканчивались после квалификаций или предквалификаций.

## Шасси 01: A1, A1B, A3

Артуро Мерцарио за рулем первого болида собственной команды Merzario A1 на Гран-при Аргентины 1978 года.

Первое шасси команды, представленное в первой гонке сезона 1978 года в Аргентине. Единственное из трех шасси, почти полностью построенное силами команды. При этом основные идеи дизайна, а возможно, и некоторые детали были все же взяты от прошлогоднего шасси March 761B. На вид машина выглядела несколько тяжеловатой и неуклюжей, но достигнутые на ней результаты оказались наилучшими в истории команды. Выкрашенное в красный цвет и со спонсорскими наклейками компании Marlboro, под индексом A1 это шасси под управлением Артуро Мерцарио использовалось вплоть до 8-го этапа в Швеции, а модифицированная версия с индексом A1B с 9-го по 11-й этап во Франции, Великобритании и Германии. Также данное шасси использовал второй пилот команды Альберто Коломбо на Гран-при Италии. Начиная с Гран-при Монако, данный болид был перекрашен в чёрный цвет нового спонсора — компании Flor Bath.
В начале сезона 1979 данное шасси было снабжено обновлённым корпусом в новой черно-жёлтой цветовой раскраске Flor Bath. В конструкции корпуса был реализован принцип граунд-эффекта, и под индексом A3 шасси было использовано на квалификации в Лонг-Бич, а потом ещё на четырёх этапах, с Гран-при Испании по Гран-при Франции.

## Шасси 02: A1, A2
Второе шасси, представленное к Гран-при Австрии 1978 года, в действительности было старым March 761B 1977 года. Вдобавок оно получило новый, полностью переделанный корпус, а также некоторые стальные детали были заменены на титановые. Мерцарио использовал его до конца сезона. На первых трех гонках сезона 1979 года команда также использовала это шасси, с переделанным корпусом в черно-жёлтой раскраске. Вследствие этих изменений автомобиль носил индекс A2. Этот же болид был использован и в гонке в США.

## Шасси 03: A4, A5
Третье и последнее шасси команды — это болид Kauhsen WK004, купленный командой после Гран-при Бельгии, когда Вилли Каузен решил прекратить выступления из-за полного отсутствия результатов. Этот болид команда использовала начиная с Гран-при Великобритании до самого конца 1979 года под именованием A4. В начале 1980 года команда планировала улучшить машину и выставить её под именованием A5, но эти планы остались нереализованными из-за недостатка финансирования.

## Результаты гонок в Формуле-1
| Легенда к таблице |                                                                    |
| --- | ------------------------------------------------------------------ |
| В таблице перечислены результаты всех Гран-при Формулы-1, в которых использовался автомобиль. Строками таблицы являются сезоны, столбцами — этапы чемпионата мира. В каждой клетке указаны сокращённое название этапа и результат, дополнительно обозначенный цветом. Расшифровка обозначений и цветов представлена в нижеследующей таблице. |                                                                    |
| \| Пример \| Описание \| \| ------------ \| ------------------------------------------------------------------ \| \| 1 \| Победитель \| \| 2 \| Второе место \| \| 3 \| Третье место \| \| 5 \| Финишировал, заработав очки \| \| Сход \| Не финишировал, но при этом заработал очки \| \| 12 \| Финишировал, не получив очков \| \| НКЛ \| Финишировал, но не попал в финальную классификацию \| \| 15 \| Участвовал вне зачёта, либо по отдельной классификации \| \| 18 \| Не финишировал, но попал в финальную классификацию \| \| Сход \| Не финишировал \| \| НКВ \| Не прошёл квалификацию \| \| НПКВ \| Не прошёл предквалификацию \| \| ДСК \| Дисквалифицирован \| \| ИСК \| Исключён из протокола соревнований \| \| ТТ \| Заявлен для участия только в тренировках \| \| НС \| Участвовал в квалификации, но не стартовал в гонке \| \| Т \| Травмирован или болен \| \| ОТК \| Отказ от участия \| \| НТР \| Прибыл на соревнования, но на трассу не выезжал \| \| НПР \| Был заявлен в числе участников, но не прибыл к началу соревнований \| \| О \| Соревнования отменены \| \| \| Не участвовал \| \| Поул-позиция \| \| \| Быстрый круг \| \| |                                                                    |
| Пример | Описание                                                           |
| 1 | Победитель                                                         |
| 2 | Второе место                                                       |
| 3 | Третье место                                                       |
| 5 | Финишировал, заработав очки                                        |
| Сход | Не финишировал, но при этом заработал очки                         |
| 12 | Финишировал, не получив очков                                      |
| НКЛ | Финишировал, но не попал в финальную классификацию                 |
| 15 | Участвовал вне зачёта, либо по отдельной классификации             |
| 18 | Не финишировал, но попал в финальную классификацию                 |
| Сход | Не финишировал                                                     |
| НКВ | Не прошёл квалификацию                                             |
| НПКВ | Не прошёл предквалификацию                                         |
| ДСК | Дисквалифицирован                                                  |
| ИСК | Исключён из протокола соревнований                                 |
| ТТ | Заявлен для участия только в тренировках                           |
| НС | Участвовал в квалификации, но не стартовал в гонке                 |
| Т | Травмирован или болен                                              |
| ОТК | Отказ от участия                                                   |
| НТР | Прибыл на соревнования, но на трассу не выезжал                    |
| НПР | Был заявлен в числе участников, но не прибыл к началу соревнований |
| О | Соревнования отменены                                              |
| | Не участвовал                                                      |
| Поул-позиция |                                                                    |
| Быстрый круг |                                                                    |

| Год  | Пилоты                 | Двигатель       | Шасси  | 1    | 2   | 3    | 4    | 5    | 6    | 7    | 8   | 9   | 10   | 11  | 12  | 13   | 14   | 15   | 16  | Место | Очки |
| ---- | ---------------------- | --------------- | ------ | ---- | --- | ---- | ---- | ---- | ---- | ---- | --- | --- | ---- | --- | --- | ---- | ---- | ---- | --- | ----- | ---- |
| Год  | Пилоты                 | Двигатель       | Шасси  | АРГ  | БРА | ЮАР  | СШЗ  | МОН  | БЕЛ  | ИСП  | ШВЕ | ФРА | ВЕЛ  | ГЕР | АВТ | НИД  | ИТА  | США  | КАН | НКЛ   | 0    |
| 1978 | Артуро Мерцарио        | Cosworth DFV V8 | A1/01  | Сход | НКВ | Сход | Сход | НПКВ | НПКВ | НКВ  | НКЛ |     |      |     |     |      |      |      |     | НКЛ   | 0    |
| 1978 | Артуро Мерцарио        | Cosworth DFV V8 | A1B/01 |      |     |      |      |      |      |      |     | НКВ | Сход | НКВ |     |      |      |      |     | НКЛ   | 0    |
| 1978 | Артуро Мерцарио        | Cosworth DFV V8 | A1/02  |      |     |      |      |      |      |      |     |     |      |     | НКВ | Сход | Сход | Сход | НКВ | НКЛ   | 0    |
| 1978 | Альберто Коломбо       | Cosworth DFV V8 | A1/01  |      |     |      |      |      |      |      |     |     |      |     |     |      | НПКВ |      |     | НКЛ   | 0    |
|      |                        |                 |        | АРГ  | БРА | ЮАР  | СШЗ  | ИСП  | БЕЛ  | МОН  | ФРА | ВЕЛ | ГЕР  | АВТ | НИД | ИТА  | КАН  | США  |     | НКЛ   | 0    |
| 1979 | Артуро Мерцарио        | Cosworth DFV V8 | A2/02  | НС   | НКВ | НКВ  | Сход |      |      |      |     |     |      |     |     |      |      |      |     | НКЛ   | 0    |
| 1979 | Артуро Мерцарио        | Cosworth DFV V8 | A3/01  |      |     |      |      | НКВ  | НКВ  | Т    | НКВ |     |      |     |     |      |      |      |     | НКЛ   | 0    |
| 1979 | Артуро Мерцарио        | Cosworth DFV V8 | A4/03  |      |     |      |      |      |      |      |     | НКВ | НКВ  | НКВ | НКВ | НКВ  | НКВ  | НКВ  |     | НКЛ   | 0    |
| 1979 | Джанфранко Бранкателли | Cosworth DFV V8 | A3/01  |      |     |      |      |      |      | НПКВ |     |     |      |     |     |      |      |      |     | НКЛ   | 0    |